# Ammobates verhoeffi
Ammobates verhoeffi là một loài Hymenoptera trong họ Apidae. Loài này được Mavromoustakis mô tả khoa học năm 1959.